# Paul Foster-Bell

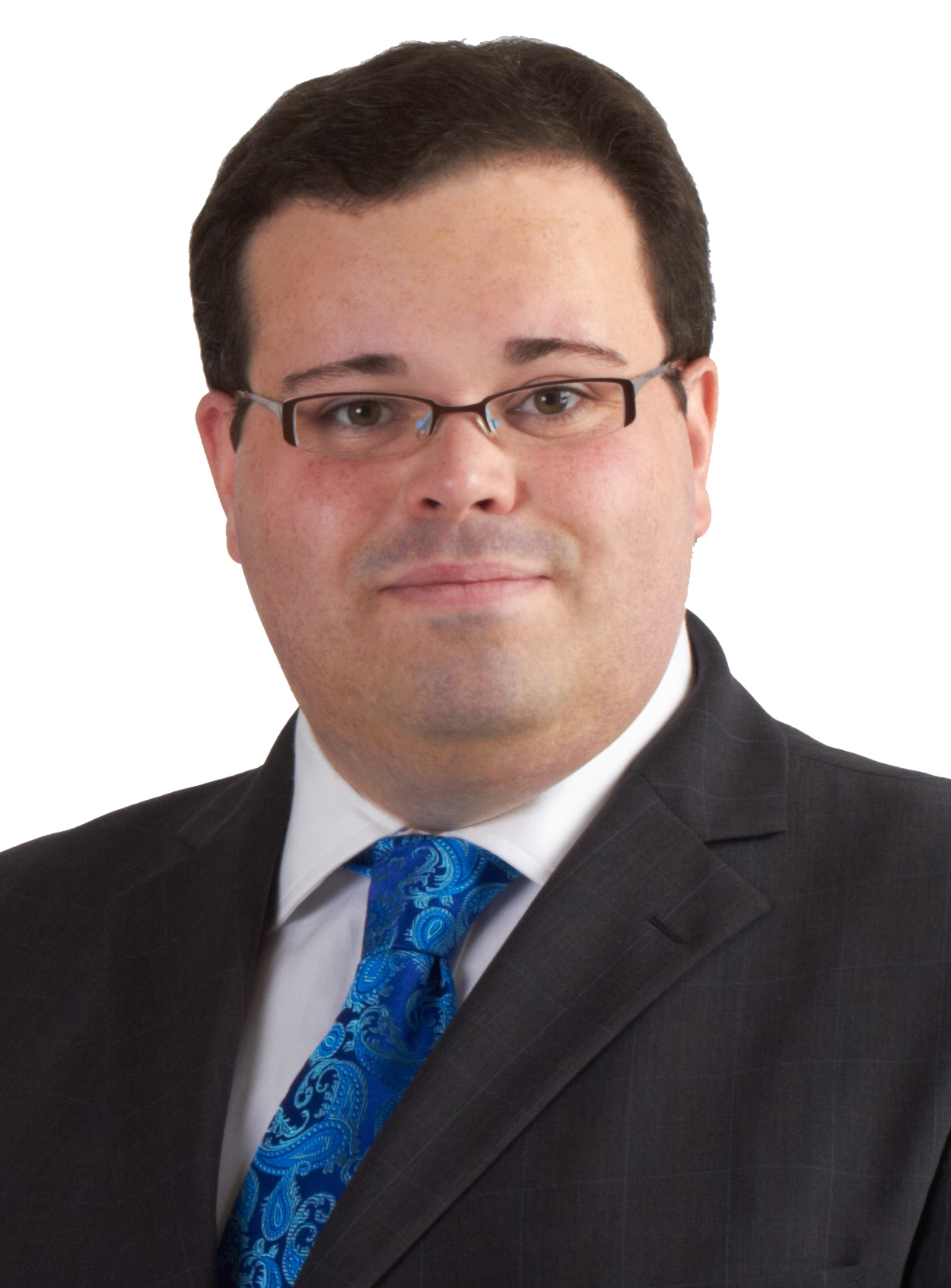
Paul Foster-Bell (2011)

Paul Foster-Bell (* 1977 in Whangārei) ist ein neuseeländischer Politiker der New Zealand National Party.

## Leben
Foster-Bell studierte an der University of Otago. Vom 21. Mai 2013 bis zum 23. September 2017 war er Abgeordneter im Repräsentantenhaus von Neuseeland. Er wohnt mit seinem Ehemann in Wellington.